# Liste der Biografien/Db
Liste der Biografien |
Portal Biografien |
Personensuche
# |
A |
B |
C |
D |
E |
F |
G |
H |
I |
J |
K |
L |
M |
N |
O |
P |
Q |
R |
S |
T |
U |
V |
W |
X |
Y |
Z |
?
 
Da |
Db |
Dc |
Dd |
De |
Dg |
Dh |
Di |
Dj |
Dk |
Dl |
Dm |
Dn |
Do |
Dq |
Dr |
Ds |
Du |
Dv |
Dw |
Dy |
Dz
Die Liste der Biografien führt alle Personen auf, die in der deutschsprachigen Wikipedia einen Artikel haben. Dieses ist eine Teilliste mit 4 Einträgen von Personen, deren Namen mit den Buchstaben „Db“ beginnt.

## Db

### Dba
- D’Banj (* 1980), nigerianischer Sänger

### Dbc
- DBC Pierre (* 1961), australischer Schriftsteller

### Dbe
- Dbeiba, Abdul Hamid, libyscher Unternehmer und Politiker (parteilos, Regierung der Nationalen Übereinkunft)Abdul Hamid Dbeiba

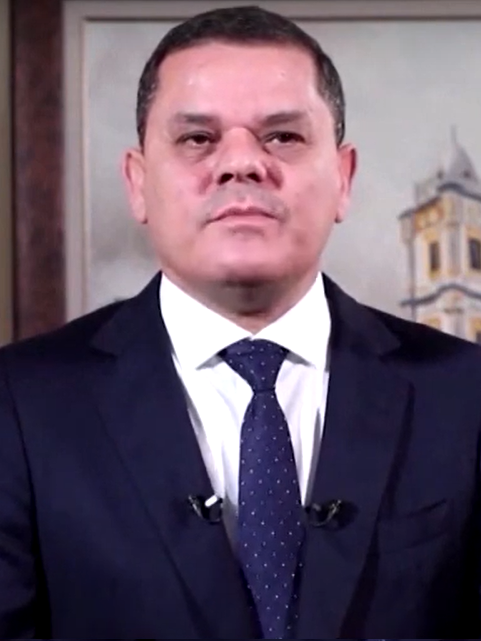
Abdul Hamid Dbeiba

### Dbr
- D’Britto, Francis (1942–2024), indischer römisch-katholischer Priester, Autor und Sozialaktivist